# Chris Taylor (Ringer)

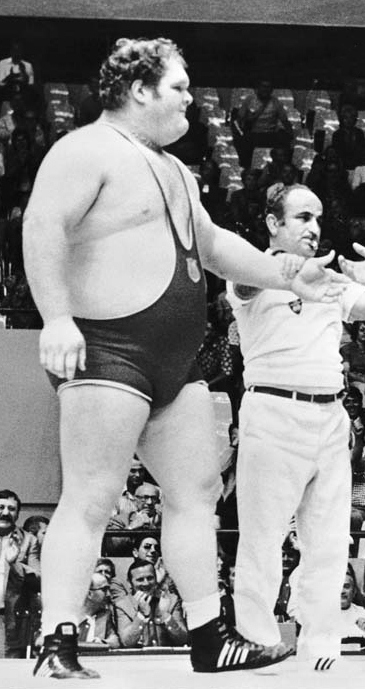
Chris Taylor

Christopher J. „Chris“ Taylor (* 13. Juni 1950 in Dowagiac, Cass County, Michigan; † 30. Juni 1979 in Story City, Story County, Iowa) war ein US-amerikanischer Ringer.

## Leben
Der 1,96 m große Taylor startete für die Iowa State Universität, für die er die NCAA-Schwergewichtsmeisterschaft im Jahre 1972 gegen Greg Wojciechowski holte. Er gewann die Bronzemedaille im Superschwergewicht (Freistil) bei den Olympischen Spielen 1972 in München. Mit einem Gewicht von 182 kg  gilt Chris Taylor als einer der schwersten Olympiateilnehmer überhaupt.
Von den Spielen 1972 blieb sein Kampf im griechisch-römischen Stil gegen Wilfried Dietrich in Erinnerung, gegen den er durch einen spektakulären Überwurf verlor; im Freistil hatte er Dietrich zuvor besiegt. Taylor, der zum Schluss ca. 230 kg gewogen hat, starb bereits mit 29 Jahren an einem Herzinfarkt.